# Comisarul Piedone la Hong Kong
Comisarul Piedone la Hong Kong (în italiană Piedone a Hong Kong) este un film de comedie și aventuri italian din 1975, regizat de Stefano Vanzina (Steno) și avându-l în rolul principal pe Bud Spencer. Acest film este al doilea din seria celor patru filme cu comisarul Rizzo (poreclit „Piedone”) de la poliția din Napoli. În acest film, după o serie de acțiuni ratate ale poliției de a pune mâna pe mai multe încărcături de droguri și pe traficanți, Piedone este acuzat pe nedrept de legături cu traficanții și amenințat cu închisoarea. Dându-și seama că traficanții au un informator în poliția napoletană, comisarul Rizzo se deplasează la Bangkok, Hong Kong și Macao pentru a discuta cu mafia chineză (exportatorii drogurilor) și a afla cine este spionul infiltrat în Poliție.

## Rezumat
Comisarul de poliție Rizzo, poreclit „Piedone” (Bud Spencer), își continuă activitatea de luptă cu traficanții de droguri din portul italian Napoli. În acțiunile sale, poliția napoletană primește asistență de la Sam Accardo (Robert Webber), un reprezentant al Narcotic Bureau din SUA. În urma unor acțiuni eșuate ale poliției napoletane devine evident faptul că traficanții de droguri au un informator în cadrul poliției.
Comisarul Rizzo decide să-l interogheze din nou pe Willy Pastrone, conducătorul traficanților din oraș. Însă, atunci când se deplasează la casa acestuia, îl găsește pe Pastrone deja mort, ucis în bătaie. Între timp, este extrădat la Napoli un mafiot italo-american pe nume Frank Barella (Al Lettieri), acuzat în America de trafic de droguri și considerat acolo ca indezirabil. Barella și apoi Rizzo iau legătura cu Tom Ferramenti (Dominic Barto) și află că drogurile sunt aduse la Napoli de la Bangkok (Thailanda), ambii fiind puși în legătură cu traficanții asiatici. Bănuit pe nedrept că l-a omorât în bătaie pe Pastrone pentru a-i lua locul, comisarul Rizzo trebuie să încerce să identifice informatorul din poliție pentru a-și spăla numele de această acuzație.
Prin urmare, Rizzo pleacă în Thailanda pe urmele lui Barella, dar află acolo că Bangkok-ul nu era decât o escală în transportul drogurilor, iar punctul de plecare al narcoticelor era orașul Hong Kong. Rizzo și Barella ajung acolo prea târziu, deoarece Makiko (Nancy Sit) „tulpina de bambus”, omul de legătură al traficanților, este ucisă înainte de sosirea lor. Cei doi îl interoghează pe Yoko (Day Golo), fiul lui Makiko, apoi pe luptătorul de sumo Yamata, fără a afla prea multe informații. În mod întâmplător, Rizzo îl vede pe un traficant urcând pe un vapor care mergea la Macao (de unde rețeaua de traficanți își efectua operațiunile) și îl urmărește acolo. După câteva complicații (inclusiv o bătaie subacvatică), Rizzo și Barella sunt arestați și extrădați în Italia cu asistența lui Sam Accardo.
Comisarul Rizzo este arestat și dus la închisoare, dar evadează, și cu ajutorul lui Barella (care, în realitate, era un agent FBI sub acoperire) îi întinde o capcană lui Accardo, descoperit ca informatorul traficanților de droguri. După o bătaie între Accardo și oamenii săi pe de o parte și Piedone și Barella pe de altă parte, vinovații sunt arestați, iar comisarul poate servi acum în liniște o porție de spagheti.

## Distribuție
- Bud Spencer - comisarul Manuele Rizzo „Piedone”
- Enzo Cannavale - brigadierul Caputo
- Al Lettieri - Frank Barella
- Renato Scarpa - comisarul Morabito
- Francesco de Rosa - Mimì 'A Pertica „Mani d'oro” din Pozzuoli
- Robert Webber - Sam Accardo
- Enzo Maggio - Gennarino
- Dominic Barto - Tom Ferramenti
- Roberta Paladini - țiganca ghicitoare
- Nancy Sit - Makiko
- Day Golo - Yoko, copilul japonez
- Jho Jhenkins - marinarul american Joe (ca Jho Jekins)
- Claudio Ruffini - marinar
- Roberto Dell'Acqua - marinar
- Vincenzo Maggio - omul lui Accardo
- Ester Carloni - Assunta

### Dublaje în limba italiană
- Arturo Dominici - Frank Barella

## Despre film
Spre deosebire de Piedone - comisarul fără armă, filmul precedent al tetralogiei cu Piedone, Bud Spencer nu a mai fost dublat aici în limba italiană, vocea lui Piedone fiind și vocea actorului. Mulți spectatori din străinătate credeau că Bud Spencer și Terence Hill erau americani; ei erau de fapt italieni, iar accentul napoletan al lui Bud Spencer era destul de bine cunoscut printre cei din interior și a fost mult timp un motiv pentru care vocea lui profundă a fost de multe ori „dublată” de Glauco Onorato.
Coloana sonoră este compusă de frații Guido și Maurizio De Angelis.

## Recepție
Criticul Tudor Caranfil a dat acestui film o stea din patru și a comentat astfel: „Primul film despre „comisarul buldozer” e, în mare măsură, unul turistic, cu lungi divagații despre temple buddhiste, dansuri orientale, obiceiuri exotice și instructive escale la Bangkok și Macao. În rest, câteva chelfăneli administrate de comisar, dintre care una memorabilă, fiindcă e subacvatică. Personajul încă nu s-a format, iar episodul n-are sarea lui, umorul.”